# Basisdemokratische Partei Deutschland
Die Basisdemokratische Partei Deutschland (Kurzbezeichnung: dieBasis) ist eine deutsche Kleinpartei. Sie wurde am 4. Juli 2020 im Umfeld der Proteste gegen Schutzmaßnahmen zur COVID-19-Pandemie in Deutschland gegründet und gilt als parteipolitischer Arm der „Querdenken“-Bewegung. Sie trat bei der Bundestagswahl 2021, ab 2021 auch bei Landtagswahlen und bei der Europawahl 2024 in Deutschland an, verfehlte aber jeweils den Einzug in die Parlamente.
Die Partei gilt als offen nach rechts; Parteifunktionäre fielen mehrfach durch antisemitische Äußerungen und Relativierung des Holocaust auf. Drei frühere Bundestagskandidaten der Partei stehen seit 2024 als mutmaßliche Mitglieder rechtsterroristischer Vereinigungen vor Gericht.

## Gründung
Im Jahr 2020 gründeten der Arzt Bodo Schiffmann und andere „Querdenken“-Anhänger die Kleinparteien „Widerstand 2020“ und „WiR2020“. Schiffmann verließ beide nach kurzer Zeit. Ralf Ludwig, ein Mitgründer von „Widerstand 2020“, suchte für seine Partei einen neuen Namen und nannte sie nach einer Abstimmung auf Telegram seit Juli 2020 „Basisdemokratische Partei Deutschland“, kurz „dieBasis“. Es handele sich um eine Neugründung, keine Umbenennung, so ein Gründungsmitglied. Andreas Baum aus Wutöschingen hatte bis dahin dessen Landesverband Baden-Württemberg geführt und sollte nach eigener Aussage eine Satzung verfassen, zog aber die Gründung einer neuen Partei vor. Nach Ankündigung auf der Website von „Widerstand 2020“ gründeten laut Eigenangaben 44 Personen aus zehn Bundesländern die Partei am 4. Juli 2020 im hessischen Kirchheim und verabschiedeten eine Satzung, die bis 14. November 2020 zur aktuellen Fassung fortentwickelt wurde. Im Februar 2021 räumten Mitglieder von „Widerstand 2020“ auf dessen Website ein, bei der Gründung des Vorläufers seien unter Zeitdruck „formale Fehler“ gemacht worden. Diese solle sich mit der Gründung der Basis allmählich auflösen.

## Positionen
Erklärtes Parteiziel ist es, die Basisdemokratie in Gesellschaft und Politik zu stärken, da viele Lebensbereiche von Wirtschaftsinteressen, Gewinnmaximierung und politischem Machterhalt beherrscht seien. Gemäß diesem Anspruch sollen die als „Menschheitsfamilie“ bezeichneten Mitglieder die inhaltliche Ausrichtung bestimmen. Dazu werden sie regelmäßig befragt. Die Partei fordert insgesamt mehr direkte Demokratie und tritt nach Aussagen von Landtagswahlkandidaten für Volksentscheide ein. Auch soll das Abwählen von Abgeordneten mit einfacher Mehrheit nach Misstrauensvotum mit fünf Prozent der Wählerstimmen des jeweiligen Wahlkreises ermöglicht werden, und Politiker sollen für getroffene Entscheidungen persönlich haften.
Laut ihrer Webseite will die Partei den Menschen als „körperlich-seelisch-geistiges Wesen“ ins Zentrum stellen und strebt eine „neue, menschen- und naturgemäße Gesellschaftsordnung“ an.
Im November 2020 veröffentlichte die Partei ein erstes Rahmenprogramm, das die Mitglieder im Juli 2021 als Konsensprogramm per Abstimmung beschlossen. Es übernahm aus der Anthroposophie die Idee der Sozialen Dreigliederung der Gesellschaft und fordert eine „Entflechtung des geistig-kulturellen, rechtlichen und wirtschaftlichen Bereichs“. Der geistig-kulturelle Bereich müsse frei und eigenständig gegenüber wirtschaftlichen oder machtpolitischen Interessen bleiben. Dazu brauche man „eine ausreichende staatliche Finanzierung des künstlerischen und kulturellen Betriebes sowie öffentlicher Sportveranstaltungen in Deutschland“. Der rechtliche Bereich (Politik und Rechtsstaat) solle Gleichheit und Gerechtigkeit durch „eine durchgängige, direkte Beteiligung der Bürger durch basisdemokratische Verfahren“ gewährleisten. Der Wirtschaftsbereich müsse dem sozialen und ökologischen Gemeinwohl zugleich dienen; dazu solle der Staat „wirtschaftliche Rahmenbedingungen und steuerliche Anreize festlegen“. Die Präambel der bis November 2020 fertiggestellten Bundessatzung schließt mit dem Ziel, „das soziale Leben im Sinne der Freiheit, das Wirtschaftsleben im Sinne der Brüderlichkeit und das Rechtsleben im Sinne der Gleichheit“ zu erneuern. Das beinhalte auch den Schutz der Natur.
Das Programm benennt „Freiheit, Machtbegrenzung, Achtsamkeit und Schwarmintelligenz“ als die vier Säulen der Parteiarbeit. Zu jedem der vier Schlagworte hat die Partei interne „Säulenbeauftragte“.
Die Partei forderte eine radikale Abkehr von der Coronapolitik der Bundesregierung sowie „die sofortige Aufhebung der Einschränkungen der Grundrechte“ und lehnt „Massentests und Maskenzwang“ ab. Ihre Arbeitsgruppe Gesundheit empfahl stattdessen, Homöopathie auch zur Coronabehandlung zu prüfen. Die Grundrechte, so ihre Kritik, würden ohne hinreichende wissenschaftliche Grundlage oder einen offenen Diskurs eingeschränkt. Sie fordert, die staatliche Corona-Politik aufzuarbeiten und durch einen Untersuchungsausschuss aufklären zu lassen. Zudem wird die Forderung erhoben, das Bundesamt für Strahlenschutz solle vermutete gesundheitliche Auswirkungen von 5G untersuchen. Die Partei vertritt eine sehr skeptische Haltung gegenüber Impfungen und fordert eine Gleichberechtigung der sogenannten Alternativmedizin und alternativer Medien für eine Meinungsfreiheit, die sie momentan in Deutschland nicht gegeben sieht. Sie spricht sich für „eine zensurfreie, aus Steuermitteln finanzierte und demokratisch kontrollierte Medienlandschaft, die umfassend informiert“, aus und setzt damit voraus, es gebe in Deutschland eine Medienzensur.
Auf der Parteiwebseite wird die Impfung gegen COVID-19 als „Genmanipulation“ und die laufende Impfkampagne als „das größte Experiment am Menschen“ bezeichnet. Auch das im März 2021 eingeführte Masernschutzgesetz wird abgelehnt. Zeitweise wurde dort die Einnahme von Chlordioxid als vermeintliches Mittel gegen das Coronavirus propagiert, im Anschluss an eine seit Jahren laufende Kampagne von Pseudomedizinern. Der Buchautor Clemens Kuby vertrat dort die Verschwörungsthese, alles Geld gehöre der US-amerikanischen FED, die insgeheim alle beherrsche. Corona diene den „Herrschenden“ durch „Angstmache“ nur als Mittel zum Machterhalt. Zum 20. Jahrestag der Terroranschläge am 11. September 2001 erschien dort ein Text des Schweizer Verschwörungsideologen Daniele Ganser.
Führende Parteivertreter wie Wolfgang Wodarg und Sucharit Bhakdi verharmlosen die Coronapandemie in YouTube-Videos und kritisieren die ergriffenen Eindämmungsmaßnahmen als Panikmache. Reiner Fuellmich kündigte monatelang eine Schadensersatzklage gegen Christian Drosten und Lothar Wieler an und forderte zu Vorauszahlungen dafür auf. Dragan Nesovic und Andreas Baum ordnen die Coronapandemie im Gegensatz zu wissenschaftlichen Erkenntnissen als „durchschnittliche Grippewelle“ ein, erklären den Nutzen der Gegenmaßnahmen für „massiv überschätzt“ und flächendeckende Einschränkungen für „nicht erkennbar“ notwendig. Nesovic vertritt die aus der „Querdenker“-Szene bekannte Verschwörungsthese, der Staat wolle die nächste Generation mit einem Mikrochip zur Kontrolle ausrüsten. Wie die Alternative für Deutschland (AfD), mit der er sympathisiert hatte, forderte er, Deutsche bei Sozialleistungen und Renten gegenüber Ausländern zu bevorzugen. Als Ziel der Basispartei formulierte er (ähnlich zum späteren AfD-Werbeslogan 2021): „Wir wollen, dass es in Deutschland wieder normal wird.“
Das Programm für die Landtagswahl in Baden-Württemberg 2021 forderte, die Kosten einer sofortigen Umstellung auf nachhaltige Produktions- und Lebensweise müsse die Allgemeinheit solidarisch tragen. Zur Landtagswahl in Hessen 2023 sprach sich die Partei für „ökologisch nachhaltiges Wirtschaften“ aus, wollte die Umstellung auf eine klimaneutrale Energieversorgung jedoch nur unterstützen, wenn diese nicht zu Lasten der Bürger durchgesetzt werde. Eine Benachteiligung von Autos mit Verbrennungsmotor, Subventionen für Elektroautos sowie eine CO2-Besteuerung lehnte die Partei ab.
Ein Programm zur Bundestagswahl 2021 legte die Partei nicht vor. Stattdessen sollte „die politische Arbeit mit Prinzipien der direkten Demokratie im Diskurs mit den Wählerinnen und Wählern erst nach erfolgreicher Wahl endgültig ausgestaltet werden“. Laut Andreas Baum wird das Prinzip der Schwarmintelligenz zur fortlaufenden, konkreten Programmentwicklung genutzt. Zur Abstimmung werde das „systemische Konsensieren“ angewandt: Vorschläge würden in mehreren Diskussionsrunden durch neue Ideen modifiziert und statt mit Ja-/Nein-Stimmen in einer zehnstufigen „Widerstands“-Skala mit Enthaltungsmöglichkeit bewertet. Der Vorschlag mit den geringsten Widerständen gelte als Annäherung an einen Konsens. Auf diese Weise wurde nach Parteiangaben ein „Mitglieder-Konsens zur Landtagswahl 2021“ in Baden-Württemberg entwickelt. Alle Bürger, nicht nur Parteimitglieder, sollen zukünftig mit einem solchen Verfahren Politik selbst gestalten und so Parteien überflüssig machen.
Die Partei spricht sich für die Gewinnung von Gas-Energien im eigenen Land aus und unterstützte nach dem russischen Überfall auf die Ukraine 2022 einen Aufruf der „Handwerker für den Frieden“, der Sanktionen gegen Russland und Waffenlieferungen an die Ukraine ablehnte. Zur Landtagswahl 2023 forderte der Landesverband Bayern die Abschaffung des Beamtentums, den Austritt aus der NATO und der WHO, lehnte gentechnische Verfahren und Freihandelsabkommen wie TTIP oder CETA ab.
Zu den Wahlforderungen zur Bundestagswahl 2025 gehören eine steuerfreie Altersversorgung, die Stärkung regionaler Landwirtschaft, erschwinglicher Wohnraum und vermehrter digitaler Datenschutz. DieBasis spricht sich gegen Gendersprache und -studien aus und fordert u. a. im Rahmen einer freien Impfentscheidung die Annullierung des Masernschutzgesetzes. Die Klimaschutzauflagen sollen hinterfragt und CO2-Steuern wieder abgeschafft werden. Die Partei setzt sich für die Weiternutzung fossiler Energien als auch Kernkraftwerke ein. Gefordert wird weiter eine umfassende Neuordnung der Europäischen Union. Die EU sei verantwortlich für eine so gesehene zunehmende Bürgerbevormundung und Schwächung nationaler Souveränität.
Der 5G-Technologie steht die Partei kritisch gegenüber, da sie gesundheitliche Auswirkungen befürchtet. Sie leugnet den menschengemachten Klimawandel und fordert „Umweltschutz, Daseinsvorsorge und Technologieoffenheit statt Klimahysterie und -ideologie“. Zudem wendet sich die Partei gegen die Digitalisierung des Gesundheits- und Finanzsystems und befürwortet den Erhalt analoger Ausweisdokumente und Krankenakten sowie des Bargelds.

## Mitglieder
Die Basis lässt doppelte Parteimitgliedschaften zu. Bis zum ersten Bundesparteitag im März 2021 hatte sie laut einem Medienbericht 7.500 Mitglieder, darunter nach Eigenangaben viele, die von Bündnis 90/Die Grünen, CDU und AfD gekommen waren. Nach ihren Angaben bestanden Doppelmitgliedschaften „zu allen im Bundestag vertretenen Parteien“. Kritische Medienberichte verwiesen auf Verschwörungstheorien, Falschinformationen zur COVID-19-Pandemie und mangelhafte Abgrenzung vom Rechtsextremismus in Aussagen führender Mitglieder.
Nach Recherchen von Sebastian Leber war ein Vorstandsmitglied der Basis bis November 2020 persönliche Referentin des bayerischen AfD-Landtagsabgeordneten Markus Bayerbach. Ein AfD-Bundestagsabgeordneter schleuste Basis-Mitglieder mehrfach in den Bundestag und ließ sie dort illegal filmen. In einem Telegram-Chat der Basis wurden AfD-Inhalte verbreitet. Doppelmitglieder beider Parteien traten beim rechtsextremen Compact-Magazin, andere Basis-Mitglieder bei Propagandaveranstaltungen des Schweizer Sektengründers Ivo Sasek auf. Martin Heipertz war früher bei der CDU und der Werte-Union, trat im März 2021 bei einer Querdenkerkundgebung als Impfgegner hervor und wurde im April Mitglied, dann Bundestagskandidat der Basis in Frankfurt-West. Michael Triebel war früher Stadtrat der NPD in Bad Lauterberg und wurde Kandidat der Basis für die Kommunalwahlen in Niedersachsen 2021. Die AfD-Kreistagsabgeordnete Heike Themel wechselte im September 2021 zur Basis.
Laut einem Bericht vom September 2021 hatten die meisten damaligen Parteimitglieder kein rechtes oder rechtsextremes Vorleben; anteilig seien mehr ehemalige Mitglieder der Grünen. Unter ihnen sind relativ viele Heilpraktiker, Anhänger von Alternativmedizin und Impfgegner. Dazu gehören oder gehörten bekannte Vertreter der Querdenkerbewegung wie die Rechtsanwälte Markus Haintz aus Ulm, Dirk Sattelmaier aus Köln („Anwälte für Aufklärung“) und Reiner Fuellmich aus Göttingen, der Mediziner Wolfgang Wodarg, der Mikrobiologe Sucharit Bhakdi und seine Ehefrau Karina Reiß, eine Biochemikerin. Sie alle waren 2021 auch Bundestagskandidaten der Partei.
Auf einer internen Liste wurde der Schauspieler Volker Bruch als am 13. März 2021 eingetretenes Parteimitglied geführt. Im folgenden Monat startete er mit zwei Schauspielerkollegen die medial stark beachtete Aktion #allesdichtmachen. Deren rund 50 Teilnehmer kritisierten die staatlichen Schutzmaßnahmen gegen die COVID-19-Pandemie, bestritten aber jede politische Nähe zu „Querdenkern“. Dem widersprach Bruchs geleakter Mitgliedsantrag. Bruch gab Monate später an, er habe seinen Mitgliedsantrag noch nicht abgeschlossen, da es in der Partei derzeit große Spannungen gebe, die er von außen nicht klar einordnen könne.
Im Herbst 2020 war der frühere Fernsehpfarrer Jürgen Fliege als Redner bei einer Querdenkerkundgebung aufgetreten, die zum Umgehen von Schutzauflagen als Freiluftgottesdienst angemeldet worden war. Danach beantragte er seine Parteimitgliedschaft und trat im Frühjahr 2021 der Partei bei. Er betonte, zwar sei das Coronavirus real und gefährlicher als die Grippe, doch die Lockdownmaßnahmen seien nicht gerechtfertigt. Statt Angstmache sollten Sendungen beraten, wie man sein Immunsystem mit Vitaminen und Waldläufen stärken könne. Weitere Mitglieder aus der Querdenkerszene sind Ralf Ludwig und Eva Rosen.
Ein Familienvater in Senzig, der am 3./4. Dezember 2021 seine drei Kinder, seine Frau und sich selbst aus Angst vor staatlicher Verfolgung als Impfgegner getötet haben soll, war nach Presseberichten Mitglied der Basis und mit anderen Parteimitgliedern in einer Telegramgruppe der Querdenkerszene aktiv gewesen. Die Basis bestätigte einige Tage später seine Parteimitgliedschaft.

## Finanzen
Die Partei finanziert sich aus Spenden von Mitgliedern und Anhängern. Sie erhielt mehrere anzeigepflichtige Großspenden, darunter 60.000 Euro von der Weiland Stallbau GmbH & Co. KG in Bad Sooden-Allendorf (Dezember 2020) und 59.270,92 Euro von der Bode Immobilien GmbH + Co. KG in Hamburg (August 2021). Deren Geschäftsführer Frank Bode wurde als Pressesprecher des Hamburger Landesverbands der Basis geführt.
Mit ihrem Bundestagswahlergebnis 2021 erhielt die Partei für die folgenden vier Jahre Anspruch auf die staatliche Parteienfinanzierung. Zusammen mit ihren Ergebnissen bei den Landtagswahlen in Baden-Württemberg, Sachsen-Anhalt, Berlin und Mecklenburg-Vorpommern könnten der Partei rund 768.000 Euro an Zuschüssen zu ihren Zweitstimmenanteilen sowie 0,45 Cent Zuschuss zu jedem Beitrags- oder Spendeneuro zustehen. Kandidat Reiner Fuellmich erklärte, man werde diese Gelder für den nächsten Wahlkampf und zur Überprüfung angeblicher „Unregelmäßigkeiten bei den Wahlen“ einsetzen. Ein Parteisprecher betonte jedoch, Fuellmich entscheide nicht über die Verwendung der Mittel. Man werde einen Mitgliederkonsens dazu einholen, das Geld aktiven und regional verwurzelten Mitgliedern für ihre Arbeit zu geben.

## Landesverbände
Im Juli 2020 gründete sich der Landesverband Bayern. Vizevorsitzende ist Barbara Riesner.
Im September 2020 wurde der Landesverband Baden-Württemberg gegründet. Vorsitzender wurde der frühere AfD-Anhänger Dragan Nesovic aus Balingen.
Am 31. Oktober 2020 gründeten 14 Mitglieder in Osterburg den Landesverband Sachsen-Anhalt, der bekannte Landespolitiker anderer Parteien anwerben wollte. Zum Landesvorstand gehören Alkje Fontes, Henning Hacker, Christian und Sabine Görner sowie Hartmut Karwacki.
Im Februar 2021 gründete sich der Landesverband Mecklenburg-Vorpommern. Vorsitzende wurde die Yoga-Lehrerin Jana Beschorner aus Wismar. Die Heilpraktikerin Diana Osterhage aus Hannover führt den Verband in Niedersachsen mit an. Sie ist auch bei „Eltern stehen auf“ aktiv und verharmloste in Interviews die Infektiosität des Coronavirus und Todesfallrate der Pandemie.
Bis zum Bundesparteitag im März 2021 bildeten sich Landesverbände der Partei in allen 16 Bundesländern.

## Bundesvorstand
Beim Bundesparteitag im März 2021 wurde der Gründungsvorstand um Frank Roedel satzungsgemäß durch einen neuen 15-köpfigen Bundesvorstand abgelöst. Dazu gehörten neben den beiden Vorsitzenden Andreas Baum und Diana Osterhage auch David Claudio Siber aus Flensburg und der Rechtsanwalt Harald von Herget aus Starnberg. Sie wurden Parteibeauftragte für Kommunikation und Medien. Das Amt der „Querdenkerin (für die unüblichsten Lösungsansätze)“ im Vorstand bekleidete die Sozialtherapeutin und frühere Zeitsoldatin Vicky Richter. Herget sitzt auch im Kuratorium der rechtsgerichteten Hausner-Stiftung für deutsche Vertriebene aus Böhmen, Mähren und Schlesien, die dem Geschichtsrevisionisten Gerd Schultze-Rhonhof 2017 einen Preis verlieh.
Im Dezember 2021 wurden Viviane Fischer und Reiner Fuellmich zu Vorsitzenden gewählt. Seit dem September 2022 war Fischer alleinige Vorsitzende der Partei.
Fuellmich und Fischer warfen sich gegenseitig Betrügereien als Gesellschafter der „Stiftung Corona-Ausschuss“ vor. Seit seiner Ausweisung aus Mexico im Oktober 2023 sitzt der ehemalige Vorsitzende und Kanzlerkandidat Fuellmich in Untersuchungshaft. Ihm werden gewerbsmäßige Veruntreuung von Geldern als Gesellschafter der „Stiftung Corona-Ausschuss“ in insgesamt 18 Fällen und in Gesamthöhe von mehr als einer Million Euro vorgeworfen. Er selbst bestreitet dies und gibt an, er habe in der Absicht gehandelt, die Gelder zu schützen.
Beim Bundesparteitag vom 31. März bis 2. April 2023 in Braunschweig wurden Sven Lingreen und Skadi Helmert als neue Doppelspitze sowie Bernd Bremer als neuer Schatzmeister gewählt.

## Kommunalwahlen
David Claudio Siber war Stadtrat der Grünen in Flensburg und im November 2020 zur Basis übergetreten. Andreas Hauser war Kreisrat für Die Linke im Zollernalbkreis. Durch ihre Übertritte erhielt die Basis einzelne kommunale Mandate.
Am 20. Juni 2021 erhielt die Partei bei der Kommunalwahl im Wartburgkreis mit 1,6 % der Stimmen zum ersten Mal einen Sitz in einer Volksvertretung.
Der Bundesvorsitzende Andreas Baum kandidierte bei der Oberbürgermeisterwahl in Schwäbisch Hall am 4. Juli 2021. Im zweiten Wahlgang am 18. Juli 2021 erreichte er mit 432 aller gültigen Stimmen (3,7 %) den dritten Platz von sieben Kandidaten.
Bei den Kommunalwahlen in Schleswig-Holstein 2023 (14. Mai) erhielt die Basis insgesamt 0,9 Prozent der Wählerstimmen und neun Sitze. Basis-Kandidaten erreichten je ein Mandat in den Kreisen Lauenburg, Ostholstein, Pinneberg, Rendsburg-Eckernförde, Segeberg und Stormarn sowie in den kreisfreien Städten Flensburg, Kiel und Neumünster.
Bei den Kommunalwahlen in Thüringen 2024 (26. Mai) kandidierte die Basis nur im Wartburgkreis, wo sie 0,3 % erreichte und damit ihr früheres Wahlergebnis weit unterschritt, sowie in Jena und Weimar, wo sie je ein Stadtratsmandat erreichte. In Jena hatte sie auf einem gemeinsamen Wahlvorschlag mit dem Verein Bürger für Thüringen kandidiert.
Bei den Kommunalwahlen in Sachsen-Anhalt 2024 (9. Juni) erhielt die Basis insgesamt 0,3 % der Wählerstimmen und je einen Sitz im Burgenlandkreis, im Saalekreis, in Halle (Saale), in Lützen, Merseburg, Naumburg (Saale) und Weißenfels.

## Landtagswahlen
Zur Landtagswahl in Baden-Württemberg 2021 (14. März) trat die Basis mit Kandidaten in 60 von 70 Wahlkreisen an. Dietmar Ferger wurde ihr Direktkandidat im Landtagswahlkreis Lörrach. Im Landtagswahlkreis Kehl kandidierte Christian Cleiß. Bei der Wahl erhielt die Partei 48.497 Wählerstimmen, anteilig 0,998 Prozent. Damit verfehlte sie knapp die Ein-Prozent-Grenze der staatlichen Parteienfinanzierung.
Bei der Landtagswahl in Sachsen-Anhalt 2021 (6. Juni) erhielt die Basis mit Lothar Fontes und Bettina Graf als Spitzenkandidaten 0,7 % der Erststimmen und 1,5 % der Zweitstimmen. Damit zog sie nicht in den Landtag ein, erhielt aber die anteilige Wahlkampfkostenerstattung. Parteivertreter sprachen danach ohne Beleg von illegalen Machenschaften und legten Wahlbetrug nahe.
Bei der Landtagswahl im Saarland 2022 erreichte sie 1,4 % der abgegebenen Stimmen. Im Wahlkampf hatte ihre Kandidatin Ute Weisang mehrere Stolpersteine in St. Ingbert mit der Parole „Es begann immer mit Ausgrenzung“ überklebt und so Coronaschutzmaßnahnen mit der Judenverfolgung der NS-Zeit gleichgesetzt. Dies wurde scharf kritisiert. Die Staatsanwaltschaft leitete Ermittlungen ein.
Bei der Landtagswahl in Schleswig-Holstein 2022 (8. Mai) erhielt die Basis 0,7 %, bei der Landtagswahl in Nordrhein-Westfalen 2022 (15. Mai) 0,8 %, bei der Landtagswahl in Niedersachsen 2022 (9. Oktober) 1,3 % der Erststimmen und 1,0 % der Zweitstimmen.
Bei der Wahl zum Abgeordnetenhaus von Berlin 2023 (Wiederholungswahl am 12. Februar) erhielt die Basis 0,8 % der Erststimmen und 0,5 % der Zweitstimmen.
Bei der Bürgerschaftswahl in Bremen 2023 (14. Mai) entfielen auf die Basis 0,8 % der Zweitstimmen.
Bei der Landtagswahl in Bayern 2023 erreichte die Basis 0,9 % Gesamtstimmen, bei der Landtagswahl in Hessen 2023 0,5 % der Zweitstimmen.
Bei der Landtagswahl in Sachsen 2024 erreichte sie 0,2 % der Zweitstimmen (Listenstimmen).

## Volksbegehren
In Bayern unterstützte die Basis wie die AfD Bayern das Volksbegehren „Landtag abberufen“ vom Oktober 2021 gegen die Coronapolitik der Landesregierung und deren Forderung nach einer Durchimpfung der Bevölkerung. Das Volksbegehren scheiterte mit nur 2,15 Prozent der Stimmberechtigten deutlich.

## Bundestagswahl 2021

### Zulassung
Als einzige aus der Querdenkerszene entstandene Kleinpartei trat die Basis zur Bundestagswahl am 26. September 2021 an. Bis zum 3. Februar 2021 reichte sie ihre Satzung und ein Rahmenprogramm beim Bundeswahlleiter ein, der sie veröffentlichte. Am 8. Juli 2021 wurde die Partei zur Wahl zugelassen. Außer in Berlin, wo die Liste wegen eines Formfehlers abgewiesen wurde, war sie bundesweit mit Zweitstimme wählbar.
Viele Jahre vor der Parteigründung war der eingetragene Verein „Die Basis – das Betreuungsnetzwerk“ entstanden. Dieser kümmert sich um die Erstversorgung und Integration von Geflüchteten, Betreuung der Kinder von Schutzsuchenden und Hilfe bei Rückführungen in die Herkunftsländer. Die Vorsitzende Victoria Baxter kündigte am 13. September 2021 eine Klage gegen die Partei an: Diese habe dem Verein nicht nur den Namen gestohlen, sondern auch seine Satzung leicht verändert übernommen. Das sei eine Verhöhnung der deutschen Demokratie und schade dem Verein erheblich. Dieser habe nichts mit Querdenkern und ihren Forderungen zu tun, werde nun aber ständig damit verwechselt. Sie forderte den Bundeswahlleiter auf, die Partei nicht unter diesem Namen zur Wahl zuzulassen.

### Kandidaten
Im April 2021 wurde Wolfgang Wodarg in Mecklenburg-Vorpommern zum Spitzenkandidaten der Basis für die Bundestagswahl gewählt. Dirk Sattelmaier, Karina Reiß, Sucharit Bhakdi und Martin Schwab (ehemals Ökologisch-Demokratische Partei – ÖDP) erhielten die ersten vier Plätze der Landesliste in Nordrhein-Westfalen. Spitzenkandidatin in Berlin war Viviane Fischer. Die beiden ersten Listenplätze in Sachsen-Anhalt erhielten der Politologe Stephan Kohn und Reiner Fuellmich. Er und Viviane Fischer waren im „Corona-Ausschuss“ aktiv, der laut Medienberichten „teilweise krude Thesen über die Pandemie“, „Lügen und Hetze“ verbreitet. In Thüringen kandidierten der Kabarettist Uli Masuth und die Immunologin Ulrike Kämmerer.
Der Kriminalhauptkommissar Michael Fritsch aus Hannover war Spitzenkandidat des Landesverbands Niedersachsen zur Bundestagswahl. Seit August 2020 trat er regelmäßig als Redner bei „Querdenker“-Veranstaltungen auf, gab sich dabei als Polizist zu erkennen, stellte die Legitimität der Bundesrepublik in Frage und rief Polizisten und Soldaten dazu auf, sich den Protesten anzuschließen. Daraufhin wurde er vom Dienst suspendiert und erhielt im Mai 2021 eine Disziplinarklage der Polizeidirektion Hannover. Vorwürfe, dass er zur Reichsbürgerszene gehöre, bestritt er. Er vertritt die Verschwörungsthese „The Great Reset“, gründete als Schatzmeister des Querdenkervereins „Polizisten für Aufklärung“ eine Telegram-Gruppe für „Soldaten & Reservisten“ und forderte im April 2021 deren Vernetzung für einen Umsturz. Er wolle „das alte marode und morsche Gebäude abreißen, auskoffern und dann ein Fundament gießen, damit wir was Neues aufbauen können“. Am 7. Dezember 2022 wurde Fritsch bei einer bundesweiten Razzia als mutmaßliches Mitglied der bewaffneten Reichsbürgergruppe „Patriotische Union“ festgenommen, die einen politischen Umsturz in Deutschland geplant haben soll. Laut den Ermittlern zählte er zum Führungsstab des „militärischen Arms“ der Gruppe und soll Polizeibeamte für diese anzuwerben versucht haben.
In Bayern kandidierte Ralph T. Niemeyer für die Basis. Er hatte 2013 für die Linkspartei und 2017 für die SPD kandidiert und tendierte dann immer mehr zur Szene von Querdenkern, Reichsbürgern und Verschwörungsideologen. Im Juli 2022 gründete er eine „Exilregierung“ und suchte Kontakt zur Regierung Russlands, die er im September 2022 als selbsternannter deutscher „Kanzler“ besuchte. Dabei begrüßte der russische Staatssender RT ihn als „Mitglied der deutschen Graswurzel-Demokratie-Partei“.
Im Bundestagswahlkreis Fürstenfeldbruck trat Christian Kreiß als Bundestagskandidat an. 2020 hatte er als Redner auf Querdenkerkundgebungen in München Falschinformationen zur COVID-19-Pandemie verkündet. Er bestritt nicht die Existenz des Virus und die Wirksamkeit von Impfstoffen dagegen, lehnte aber das Tragen von Mund-Nasen-Schutz (Masken) ab und verlangte, nur Risikogruppen zu impfen, ohne Bürgerrechte einzuschränken. Er selbst ließ sich nicht impfen und wollte das Infektionsrisiko tragen, da er sich für immun hielt. Ferner forderte er höhere Steuern für Reiche und eine Bannmeile für Industrielobbyisten um den Bundestag. Von Kontakten des Querdenkers Michael Ballweg zu „Reichsbürgern“ und von antisemitischen Aussagen Sucharit Bhakdis distanzierte er sich. In einem Video für die Aktion #allesaufdentisch verurteilte Kreiß die Coronaforschung als „gekaufte Forschung“. Der Politikwissenschaftler Claus Leggewie kritisierte dies als Pauschalverdacht gegen „jede wissenschaftliche Erkenntnis (außer der eigenen natürlich!)“, mit dem Kreiß „in der unangenehmen Gesellschaft von Reichsbürgern und als gescheiterter Direktkandidat der Querdenkerpartei ‚Die Basis‘“ ende.
In Bochum kandidierte der Arzt Andreas Triebel für die Basis. Die lokale NPD rief dazu auf, ihn zu wählen. Er war ab November 2020 bei Querdenkerkundgebungen aufgetreten und hatte dort die Coronaschutzmaßnahmen mit dem Ermächtigungsgesetz vom 24. März 1933 verglichen. Weil er Atteste gegen das Maskentragen gefälscht haben soll, hatte die Bochumer Staatsanwaltschaft im Januar 2021 Ermittlungen gegen ihn eingeleitet.
David Claudio Siber hatte im März 2021 erklärt, die Partei wolle keinen formellen Spitzenkandidaten zur Bundestagswahl küren, da das der Basisdemokratie widerspreche. Markus Haintz galt wegen seiner großen Anhängerschaft und Reichweite auf Telegram als möglicher Spitzenkandidat. Er und Vicky Richter traten jedoch im September 2021 nach internem Streit aus der Partei aus. Richter gab als Grund unter anderem an, sie habe kein Vertrauen mehr zu den beiden Bundesvorsitzenden. Andreas Baum verlautbarte, in der Partei werde mit „Einschüchterung, Bedrohung, Diskreditierung und Rufschädigung“ gearbeitet. Nach langem Widerstand gegen Reiner Fuellmich und dessen Unterstützer in der Partei ließ sich dieser wenige Tage vor der Bundestagswahl nach einer Mitgliederabstimmung zum „Kanzlerkandidaten“ der Partei ernennen. Gemäßigtere Mitglieder hofften, ihn nach der Bundestagswahl aus der Partei ausschließen und einen Neustart wagen zu können. Fuellmich behauptete kurz vor der Wahl, die Basis verfüge über bis zu 30 Prozent Wählerpotenzial.
Johanna Findeisen, kommissarischer Vorstand und Säulenbeauftragte des Landesverbands Baden-Württemberg, kandidierte zur Bundestagswahl im Bodenseekreis für die Basis. Sie wurde am 22. Mai 2023 als mutmaßliches Mitglied der „Patriotischen Union“ festgenommen und später angeklagt. Ihr Landesverband griff Presseberichte darüber als angebliche Falschdarstellung an.
Im Kreis Mettmann kandidierte ein 49-Jähriger zur Bundestagswahl für die Basis. Am 10. Oktober 2023 wurde er als Mitglied der mutmaßlich rechtsterroristischen Gruppe „Vereinte Patrioten“ festgenommen. Am 3. Juni 2024 begann der Strafprozess gegen ihn am Oberlandesgericht Düsseldorf. Am 5. Juni 2024 gestand er seine Radikalisierung als „Querdenker“ zum Verfassungsfeind, seine Mitgliedschaft in einer Terrorgruppe und Bereitschaft, an deren Anschlagsplänen mitzuwirken. Am 14. August 2024 wurde er rechtskräftig zu einer Haftstrafe von 34 Monaten verurteilt.

### Vorgänge im Wahlkampf
Für das Parteiprogramm zur Bundestagswahl wurden die Mitglieder über verschiedene Themenbereiche befragt, wofür sich die Partei einsetzen soll. Bei der Abstimmung erhielten die Punkte „keine Impfpflicht“, „Unabhängigkeit der Justiz“, „keine Zensur“ und „Bargeld erhalten“ eine Zustimmungsrate von 99 Prozent.
Im April 2021 gab das Anonymous-Kollektiv ein großes Datenleck der Partei bekannt: Durch einen falsch konfigurierten Webserver waren 13.000 personenbezogene Datensätze zu fast allen aktuellen und mehreren hundert ausgetretenen Parteimitgliedern öffentlich verfügbar. Der abgegriffene Datensatz umfasste unter anderem Meldeadressen, Personalausweisnummern und einzelne Bankverbindungen. Zudem waren einige digitale Kopien von Anträgen oder Rechnungen einsehbar. Die Partei sprach anfangs von einem Hack, gab dann aber zu, sie habe das Datenleck selbst verursacht. Dadurch wurde auch der Antrag auf Parteimitgliedschaft von Volker Bruch bekannt.
Der Verein Mediziner und Wissenschaftler für Gesundheit, Freiheit und Demokratie (MWGFD), dem die späteren Bundestagskandidaten der Basis Sucharit Bhakdi und Wolfgang Wodarg angehören, vermittelte Atteste gegen das Maskentragen und rief auf seiner Website Ärzte dazu auf, Patienten von der Tragepflicht zu befreien.
Bei einer Parteiversammlung im April 2021 in einer Berliner Wohnung verstießen rund 25 Mitglieder nach Polizeiangaben gegen die Hygienevorschriften, so dass das Treffen aufgelöst wurde. In Hamburg löste die Polizei aus dem gleichen Grund mehrere Treffen von Maßnahmengegnern auf, darunter eins von rund 80 Basis-Mitgliedern. Der Landesverband Hamburg bestritt, das Treffen organisiert zu haben.
Die Basis mobilisierte ihre Anhänger zu mehreren Querdenkerkundgebungen in Berlin, die trotz Verboten unangemeldet stattfanden. Am 1. August 2021 starb dabei infolge von Polizeimaßnahmen ein Demonstrant an Herzversagen. Er war Gründungsmitglied der Basis in Nordrhein-Westfalen gewesen. Daraufhin veranstaltete die Partei einen Trauermarsch und meldete für den 28. August 2021 eine Wahlveranstaltung als Teil der angekündigten Proteste auf dem Potsdamer Platz an. Diese wurden erneut verboten. Bei der Parteikundgebung am Leipziger Platz missachteten viele Teilnehmer das Masken- und Abstandsgebot, behinderten und beschimpften Journalisten.

### Mord in Idar-Oberstein
Am 18. September 2021 erschoss ein Mann in Idar-Oberstein einen Verkäufer, der ihn auf die Maskenpflicht hingewiesen hatte. Der Täter war Coronaleugner und hatte im Internet unter anderem Vorträge von Sucharit Bhakdi geteilt. Der Politikwissenschaftler Markus Linden und andere sahen AfD und die Basis mitverantwortlich für die Radikalisierung des Täters, da sie eine „fundamentale Widerstandsrhetorik“ verbreiteten und Menschen im Glauben an eine angebliche Notwehrsituation bestärkten, etwa durch das Reden von einer „Corona-Diktatur“. Laut Linden schüre „der manifeste Extremismus durch AfD- und Basis-Vertreter […] potenziell Gewalt, da er antidemokratischen und militanten Widerstand indirekt legitimiert“. Auch die Politikwissenschaftlerin Katharina Nocun verwies auf das Umfeld des Täters von radikalen Verschwörungsideologen zu Corona, durch das er wahrscheinlich radikalisiert worden sei. Die Basis sei ein Sammelbecken für solche Gruppen und habe auch Kandidaten, die radikale Verschwörungserzählungen verbreiteten. Das ZDF-Magazin Frontal21 verwies auf die Wahlwerbung der Partei gegen Masken und auf Morddrohungen von Maskengegnern aus der Coronaleugnerszene.

### Wahlergebnis
Nach endgültigen Angaben des Bundeswahlleiters erhielt die Basis 1,6 % der Erststimmen und 1,4 % der Zweitstimmen. Die anteilig meisten Erststimmen (2,1 %) und Zweitstimmen (1,9 %) erhielt die Basis in Baden-Württemberg.
Für das Scheitern an der Fünfprozenthürde machten Basisanhänger auf Telegram verschiedene Gründe verantwortlich. Einige vermuteten Wahlbetrug, andere, die Maskenpflicht in den Wahllokalen habe viele Basisanhänger vom Wählen abgehalten. Manche gaben Spitzenkandidaten der Partei eine Mitschuld, etwa Reiner Fuellmich und Wolfgang Wodarg. Dieser hatte zum Abgeben eines leeren Stimmzettels geraten und dies erst am Wahltag auf die Zweitstimme begrenzt. Eine dritte Gruppe hielt das Ergebnis wegen der mehrheitlich geimpften Wahlberechtigten für „realistisch“. Andere machten die Sperrung einiger Facebook- und YouTube-Konten vor der Wahl und als „Rechtsframing“ bezeichnete kritische Medienberichte für das für sie enttäuschende Wahlergebnis verantwortlich. Ralf Ludwig addierte es mit den Zweitstimmanteilen der FDP, AfD und Freien Wähler und interpretierte die Summe (rund 25 %) als Wirkung der Kritik an Coronamaßnahmen. Claudio Siber fragte dagegen enttäuscht, warum die Umfragewerte für die Basis von 15 % sich nicht im Ergebnis niederschlugen.

## Bundestagswahl 2025
Die Basisdemokratische Partei Deutschland trat bei der Bundestagswahl 2025 in den vier Bundesländern Baden-Württemberg, Bayern, Niedersachsen und Nordrhein-Westfalen mit Landeslisten an. Ihr bestes Ergebnis erzielte die Partei dabei in Bayern, wo sie auf 0,3 % Erststimmen und 0,4 % Zweitstimmen kam. Im Bundesergebnis stand dieBasis bei 0,1 % respektive 0,2 % aller abgegebenen Stimmen.

## Europawahl 2024
An der Europawahl in Deutschland 2024 nahm die Basis erstmals teil und erzielte 0,3 % der Stimmen. Damit blieb sie ohne Mandat.

## Einordnungen

### Ziele und Spektrum
Die Universität Basel führte im deutschsprachigen Raum von Oktober und November 2020 eine Umfrage unter Teilnehmern von Demonstrationen gegen die Coronapolitik und in zugehörigen Telegram-Gruppen durch. Die meisten, die für die nächste Bundestagswahl ihre bevorzugte Partei angaben, nannten die AfD, gefolgt von der Basis mit 18 Prozent. Die etablierten Parteien erhielten insgesamt nur 12 Prozent.
Der Meinungsforscher Richard Hilmer sah im Mai 2021 eine mögliche Rolle der Basis darin, dass sie den Protest gegen das Establishment „in den demokratischen Prozess einbinden“ könne. Der Politikwissenschaftler Thomas Bräuninger sieht die Basis beim Thema Coronapandemie „in Konkurrenz zur AfD“ um das gleiche Wählerpotenzial. Sie spreche mit ihrem „anthroposophischen Duktus“ auch frühere Wähler der Grünen an. Im März 2021 schrieb das Redaktionsnetzwerk Deutschland (RND), es vermisse in Parteitexten Angaben dazu, wie die Basis ihre angestrebten gesellschaftlichen Veränderungen erreichen wolle: „Viele der Forderungen und Verlautbarungen klingen mehr nach Esoterik, denn nach Parteipolitik.“
Die Bundeszentrale für politische Bildung (BpB) beobachtete im Landeswahlkampf Baden-Württemberg im Februar 2021 folgende Themenschwerpunkte der Basis: Sie kritisiere die staatlichen Corona-Maßnahmen, lehne verpflichtende Impfungen ab, schätze das 5G-Mobilfunknetz als gesundheitsgefährdend ein, sehe die Meinungsfreiheit in der Coronakrise derzeit nicht gegeben und spreche von einer ‚Zeit der Gleichschaltung‘. Sie lehne auch gesetzliche Rundfunkgebühren ab und fordere in der Gesundheitspolitik die Gleichstellung von Alternativmedizin mit der sogenannten Schulmedizin, in der Schulpolitik größtmögliche Freiheit für Eltern bei der Schulwahl.
Nach Thomas Bräuninger und Marc Debus ist die Partei „im Parteienspektrum nicht eindeutig verortbar“. Pauschalaussagen, wonach die Politik sich von den Bürgern entfremdet habe, von Konzerninteressen gelenkt werde und der Rechtsstaat ausgehöhlt sei, seien populistisch.
Eine wissenschaftliche Untersuchung der Universität Göttingen unter Beteiligung von Simon T. Franzmann, Professor für Demokratieforschung, zur politischen Einordnung der Partei kommt zu dem Fazit, dass die Basis „keine rechtspopulistische Partei“ sei. Auch ihre „klare Anti-Establishment-Orientierung“ mache sie nicht dazu.
Andreas Speit bezog das Urteil des Rechtsextremismusforschers Matthias Quent über „Widerstand 2020“ auch auf die Nachfolgepartei: Sie ist laut Quent ebenfalls ein „diffuses Sammelbecken aus Verschwörungsideolog*innen, Rechtspopulist*innen, linksesoterischen Impfgegner*innen und verunsicherten Bürger*innen“. Für Stefan Lauer (Amadeu Antonio Stiftung) war die Basis von Anfang an ein „Sammelbecken für Verschwörungsgläubige“. Darin setzten Prominente der Querdenkerszene auf „Verschwörungserzählungen, Antisemitismus und Esoterik, um ein Mandat zu ergattern.“ Sie habe schlechte Wahlchancen, doch sei zu erwarten, dass ihre Vertreter Narrative wie den Wahlbetrug weiter verbreiten.
Lucius Teidelbaum (Der Rechte Rand) deutete die Basis-Positionen zum russischen Ukrainekrieg als Versuch, „einem Nationalneutralismus, einer naiven Friedensbestrebung und einer kaum verhohlenen Pro-Putin-Position eine parteipolitische Heimat zu geben“, so das Profil einer Protestpartei zu wahren und Teile der traditionellen Friedensbewegung für sich zu gewinnen.
Am 30. Oktober 2021 verlieh die Berliner Initiative Der Goldene Aluhut der Partei ihren gleichnamigen Negativpreis in der Kategorie Politik „für ihr Programm mit Inhalten der Querdenken-Bewegung und Nähe zu verfassungsfeindlichen Gruppierungen.“ Belegt wurde dies mit einer Analyse des Blogs Volksverpetzer.

### Antisemitismus und Offenheit nach Rechts
In einem Interview vom April 2021, das im Juli 2021 bekannt wurde, machte der damalige Bundestagskandidat Sucharit Bhakdi antisemitische Aussagen. Seine Partei bestritt dies und verteidigte seine Worte. Von einer Anklage wegen Volksverhetzung wurde Bhakdi im Mai 2023 in erster Instanz freigesprochen. Das Verfahren ist unabgeschlossen.
Weitere bekannte Parteimitglieder äußerten sich ebenso antisemitisch oder relativierten den Nationalsozialismus: So verglich Dirk Sattelmeier ein Maskengebot der Kölner Verkehrsbetriebe mit der Diskriminierung von Juden in der Nazidiktatur. Reiner Fuellmich meinte, die Bundesregierung plane in der Pandemie „Schlimmeres“ als den Holocaust und wolle „eine Art KZ“ für Nichtgeimpfte errichten. Sie plane eine „organisierte Massentötung“: Der Impfstoff werde ein Viertel aller Deutschen direkt umbringen und bei weiteren 36 Prozent potentiell tödliche Nebenwirkungen hervorrufen. Der Parteipressesprecher forderte Fuellmich daraufhin auf, Corona-Impfungen nicht mehr mit dem Holocaust zu vergleichen. Es lägen „nicht genügend Beweise vor, dass eine ,Bevölkerungsreduktion‘ das einzige erklärte Ziel“ der Impfbefürworter sei. Gleich zwei vormalige Bundestagskandidaten der Partei, der Alfelder Polizei-Hauptkomissar Michael Fritsch und der Kandidat im Wahlkreis Unna I Artur Helios, zeigten bei einer Demonstration in Dresden den Hitlergruß und wurden dafür im Dezember 2021 zu Geldstrafen von je 5000 Euro verurteilt. Helios forderte bei der Veranstaltung Zuschauer auf, Namen von eingesetzten Polizeibeamten für sogenannte Feindeslisten zu sammeln, denn die „Leute, die [die Maßnahmen gegen Corona] mit uns seit einem Jahr machen, müssen anschließend eliminiert werden.“
Laut dem RND sind „rechte Verschwörungserzählungen“ wie das „BRD-Konstrukt“, also die besonders in der Reichsbürgerszene verbreitete Behauptung der juristischen Nichtexistenz der Bundesrepublik, in der Partei kein Randphänomen. Die Sozialwissenschaftlerin Claudia Barth stuft die Partei als „mindestens rechtsoffen“ ein und sieht „eine sehr große Nähe zur AfD und ihren Positionen“.

### Desinformation
Im Januar 2022 versandte der Bezirksverband Neukölln der Partei mit einem Schreiben an Ärzte Desinformationen zu COVID-19-Impfstoffen: Sie seien „unnötig, unwirksam und gefährlich“. Die Impfkampagne habe „viele Menschen ihre Gesundheit und nicht wenige ihr Leben gekostet“. Der Präsident der Bundesärztekammer Klaus Reinhardt wies die Falschangaben als „durchsichtigen Versuch, Ärztinnen und Ärzte zu verunsichern“, zurück.